# The Greenwood Encyclopedia of African American Folklore
 (juin 2023).
La mise en forme du texte ne suit pas les recommandations de Wikipédia : il faut le « wikifier ».
Les points d'amélioration suivants sont les cas les plus fréquents. Le détail des points à revoir est peut-être précisé sur la page de discussion.
- Les titres sont pré-formatés par le logiciel. Ils ne sont ni en capitales, ni en gras.
- Le texte ne doit pas être écrit en capitales (les noms de famille non plus), ni en gras, ni en italique, ni en « petit »…
- Le gras n'est utilisé que pour surligner le titre de l'article dans l'introduction, une seule fois.
- L'italique est rarement utilisé : mots en langue étrangère, titres d'œuvres, noms de bateaux, etc.
- Les citations ne sont pas en italique mais en corps de texte normal. Elles sont entourées par des guillemets français : « et ».
- Les listes à puces sont à éviter, des paragraphes rédigés étant largement préférés. Les tableaux sont à réserver à la présentation de données structurées (résultats, etc.).
- Les appels de note de bas de page (petits chiffres en exposant, introduits par l'outil «  Source ») sont à placer entre la fin de phrase et le point final[comme ça].
- Les liens internes (vers d'autres articles de Wikipédia) sont à choisir avec parcimonie. Créez des liens vers des articles approfondissant le sujet. Les termes génériques sans rapport avec le sujet sont à éviter, ainsi que les répétitions de liens vers un même terme.
- Les liens externes sont à placer uniquement dans une section « Liens externes », à la fin de l'article. Ces liens sont à choisir avec parcimonie suivant les règles définies. Si un lien sert de source à l'article, son insertion dans le texte est à faire par les notes de bas de page.
- La présentation des références doit suivre les conventions bibliographiques. Il est recommandé d'utiliser les modèles {{Ouvrage}}, {{Chapitre}}, {{Article}}, {{Lien web}} et/ou {{Bibliographie}}. Le mode d'édition visuel peut mettre en forme automatiquement les références.
- Insérer une infobox (cadre d'informations à droite) n'est pas obligatoire pour parachever la mise en page.

Pour une aide détaillée, merci de consulter Aide:Wikification.
Si vous pensez que ces points ont été résolus, vous pouvez retirer ce bandeau et améliorer la mise en forme d'un autre article.
The Greenwood Encyclopedia of African American Folklore est un ensemble de livres en trois volumes publié en décembre 2005 par Greenwood Press. Il contient environ 700 entrées classées par ordre alphabétique auxquels ont contribué 140 contributeurs. Il présente une vue d'ensemble complète de tous les aspects du folklore afro-américain, y compris les contes folkloriques, la musique, les habitudes alimentaires, les croyances spirituelles et l'art,,.

## Contenu
L'Encyclopédie Greenwood du folklore afro-américain
L'ensemble de livres accorde aussi une attention aux racines caribéennes et africaines de la culture traditionnelle afro-américaine. Les trois volumes sont destinés à aider les universitaires et les étudiants à comprendre le cœur de la culture afro-américaine et fournissent un contexte complet pour l'histoire, la littérature, la musique et l'art afro-américains.

## Critiques
« Le fait que plus de 100 entrées soient consacrées à des universitaires et des collectionneurs, parmi lesquels Imamu Amiri Baraka, Zora Neale Hurston et Melville J. Herskovits, confirme la déclaration faite par Prahlad dans l'introduction. L'encyclopédie cherche bien à "fournir un aperçu significatif de l'étude actuelle du folklore afro-américain... [Ce] premier ouvrage de référence général complet sur le folklore afro-américain est fortement recommandé pour les bibliothèques universitaires et publiques. »

« La nature multidisciplinaire des études folkloriques se reflète dans la liste d'environ 140 contributeurs, principalement universitaires, dont les domaines d'expertise comprennent l'art, la littérature, l'anthropologie, la religion, etc.... (les entrées) présentent une lecture fascinante sur des sujets aussi divers comme la samba, les îles de la mer, les sermons, Tupac Shakur, Stagolee et le steel pan drum..." »

Liste de livres, Critique étoilée